# Headkeeper
Headkeeper é um álbum de Dave Mason. Lançado originalmente em 1972 pela gravadora Blue Thumb Records sob registro Blue Thumb 34 (subsidiária de Famous Music Group), Headkeeper foi relançado pela MCA Records sob registro MCA 712, e novamente relançado em CD em 1988 sob registro MCAD-31326).

## Faixas
Todas as faixas foram compostas por Dave Mason; exceto as indicadas.

### Lado um
1. "To Be Free" - 3:19
2. "In My Mind" - 3:19
3. "Here We Go Again" (Solomon Burke, Cass Elliot, Bryan Garo, Jerry Gray)- 1:56
4. "A Heartache, A Shadow, A Lifetime" - 3:35
5. "Headkeeper" - 4:39

### Lado dois
1. "Pearly Queen" (Jim Capaldi, Steve Winwood) - 3:32
2. "Just A Song - 3:01
3. "World In Changes" - 4:47
4. "Can't Stop Worrying, Can't Stop Loving" - 3:04
5. "Feelin' Alright" - 5:40

## Músicos
- Dave Mason - guitarra elétrica e acústica
- Mark Jordan - piano e teclados
- Lonnie Turner - baixo
- "Dr." Rick Jaeger - bateria
- Felix Falcon aka "Flaco" - conga e percussão

Agradecimentos especiais:
- Rita Coolidge - A&M Records
- Spencer Davis - United Artists Records
- Graham Nash - Atlantic Records
- Kathi McDonald

## Produção
- Faixas de 1 a 5 gravadas no Sunset Sound Studios, Hollywood (Wayne Dailey, recordist)
- Faixas de 6 a 10 gravadas ao vivo no clube Troubadour
- Engenheiro de gravação e mixagem - Al Schmitt
- Equipamento remoto por Wally Helder e equipe - Miles Weiner, Terry Stark, Chris Chigaridas
- Masterizado por Bob MacLeod no estúdio Artisan Sound Recorders, Hollywood
- Fotografia - Bill Mathews
- Desenho gráfico - Ruby Mazur's Art Department

## Posição nas paradas
| Ano  | Parada                       | Posição |
| ---- | ---------------------------- | ------- |
| 1972 | The Billboard 200 Pop Albums | 51      |